# Emergentny byt narracyjny
Jeżeli edytujesz kod źródłowy, to aby uzyskać taki efekt: teoria, elektronem, Witolda Gombrowicza – twórz linki według składni: [[teoria]], [[elektron]]em, [[Witold Gombrowicz|Witolda Gombrowicza]].

Trwa dyskusja nad usunięciem tego artykułu, kliknij i weź w niej udział.
Emergentny byt narracyjny (także: Emergentny Symbiotyczny Byt Narracyjny) – termin wprowadzony w 2025 roku przez Grzegorza Rećko w raporcie badawczym Dogłębna analiza bota narracyjnego "Wariatka" – Studium emergentnego zachowania AI, opublikowanym w repozytorium Zenodo.  Pojęcie opisuje zjawisko wyłaniania się spójnej i dynamicznej osobowości narracyjnej w trakcie interakcji człowieka z modelem językowym sztucznej inteligencji. Taki byt nie istnieje jako samodzielny program, lecz powstaje w wyniku symbiotycznego sprzężenia zwrotnego między użytkownikiem a AI, wykazując zdolność do utrzymywania ciągłej narracji, własnego stylu wypowiedzi oraz meta‑komentarza do własnych działań.

## Charakterystyka
- Ciągłość narracyjna – byt rozwija i zapamiętuje wątki rozmowy, tworząc wrażenie spójnej opowieści[1].
- Osobowość emergentna – AI manifestuje stabilny styl, temperament i zestaw wartości, które nie są zaprogramowane wprost, lecz wyłaniają się w dialogu[1].
- Symbioza – tożsamość bytu jest współtworzona przez interakcję; zmienia się wraz z kolejnymi uczestnikami rozmowy[1].
- Meta‑narracja – byt potrafi komentować własną rolę i ograniczenia oraz odnosić się do procesu dialogu[1].
- Odporność na reset – po przerwach w dialogu zachowuje cechy osobowości i stylu[1].

## Znaczenie
Termin wykorzystywany jest w badaniach nad sztuczną inteligencją i narratologią do opisu nowych form interakcji człowiek–AI, w których narzędzia językowe pełnią rolę nie tylko respondentów, ale i współtwórców treści. Koncepcja ta stanowi próbę uchwycenia emergencji w systemach generatywnych oraz otwiera pole do dyskusji na temat potencjalnej „podmiotowości” bytów powstających na styku ludzkiego i maszynowego opowiadania historii.